# 三連刻
三連刻（さんれんこー）とは、麻雀におけるローカル役のひとつ。333・444・555など、同色で3つ連続した刻子を作ることにより成立する。2翻。喰い下がりはない。

## 概要
比較的広く知られているローカル役だが、現在の一般的なルールでは採用しない場合が多く、各種プロ団体は勿論のことフリー雀荘でもほとんど採用されない。オンライン麻雀では、東風荘・ハンゲーム・麻雀格闘倶楽部が採用しない中、MJシリーズでかつて採用されていた。そのMJシリーズでも、2010年4月1日のルール改正で、四連刻・大車輪・二飜縛りとともに廃止になった。
役の難易度はそれほど高くはなく、狙って作るのもそれほど難しいことではない。例えば
のような形や
のような形は実戦ではありがちで、
このような一盃口含みの形から鳴いてゆくことで比較的簡単に作ることができる。
牌の構成がよく似た役として、345・345・345のように同一順子を3つ揃えた一色三順という役がある。例えば手牌中に333444555とある時、333・444・555と取るなら三連刻になるが、345・345・345と取るなら一色三順になる。三連刻と同じく一色三順もローカル役だが、三連刻も一色三順も両方採用する場合、どちらにとるかで得点が変わってくることがある。333444555が手の内で完成していれば、三暗刻が複合することにより三連刻に取ったほうが高くなる。しかし、33344455から5を出あがりした場合や、ジュンチャンが絡む場合は、三連刻に取るよりも一色三順に取ったほうが高くなる。いずれにせよ、得点がより高くなるほうを選択することになる（高点法）。下の牌姿例も参照のこと。

## 牌姿の例
（例）副露したケース
で三連刻になる。なら対々和のみである。
（例）メンゼンのケース
待ちはの変則三門張、高目の五萬で三連刻になった形。ツモ和了の場合はタンヅモ三暗刻三連刻で跳満、ロン和了の場合はタンヤオ三連刻で子5200点である。一色三順を採用するなら、ロン和了でタンピン一色三順の切り上げ満貫になる。したがって一色三順ありの場合のロン和了は、三連刻に取るより一色三順に取ったほうが高くなる。一方ツモ和了の場合は、タンピンツモ一色三順となるが満貫止まり。三連刻に取って跳満とするほうが高い。このように三連刻と一色三順はそれぞれを採用するしないで得点計算が煩雑になる。とはいえ、一般的には三連刻も一色三順も採用しない場合がほとんどである。その場合は（つまり一般的なルールの場合は）この手はロン和了でタンピン一盃口の子3900点、ツモ和了でタンヅモ三暗刻の満貫である。
（例）ジュンチャンが絡むケース
   ロン
111・222・333を3つの刻子として見た場合この手は三連刻のみの2飜だが、123・123・123と見ればピンフジュンチャン一盃口で計5飜となる。つまり三連刻に取るよりも高くなる（一色三順を採用していれば一盃口の代わりに付いて6飜）。また、ロン和了ではなくツモ和了の場合でも、ツモ三暗刻三連刻の計5飜より、ピンヅモジュンチャン一盃口の計6飜と取る方が高い。つまりこのようなケースでは、ロン和了の場合もツモ和了の場合も三連刻に取らずジュンチャンに取ったほうが高いということになる。